# 索斯诺维茨
索斯诺维茨（波蘭語：Sosnowiec）是波兰南部西里西亚省的一座城市。该市为县级市，人口約18萬，是上西里西亚都市圈最大的城市之一，与卡托维茨、棟布羅瓦古爾尼恰、亞沃日諾、梅斯沃維采相邻。矿業和工业活動聚集於此。

## 名称
该市名称又常拼作“Sosnowietz”、“Sosnowitz”、“Sosnovitz”（意第绪语）、“Sosnovyts”、“Sosnowyts”、“Sosnovytz”、“Sosnowytz”、“Sosnovets”（俄语）或“Sosnovetz”。

## 文化設施
- Teatr Zagłębia
- Sosnowieckie Centrum Sztuki - 藝術中心
- Energetyczne Centrum Kultury - 文化中心
- Egzotarium - 植物園

## 公園和自然保護區
- Sielecki - 歷史悠久的城堡公園
- Dietla - 歷史悠久的公園
- Srodula -
- Torfowisko Bory - 自然保護區

## 旅遊和古蹟
- 西列奇城堡 (Sielecki)
- 迪特爾宮 (Dietl)
- 舍恩宮 (Schöen)
- 舍恩新宮 (Schöen)
- 福音派教會
- 東正教會

## 友好城市
- 法國 莱米罗
- 羅馬尼亞 苏恰瓦
- 法國 鲁贝
- 匈牙利 科马罗姆
- 摩洛哥 卡萨布兰卡
- 乌克兰 傑爾加奇
- 波蘭 克雷尼察-茲德魯伊
- 波蘭 濟夫努夫
- 德国 伊达尔-奥伯施泰因
- 乌克兰 桑比爾